# W. Stewart Campbell
William Stewart Campbell (* vor 1969; † 11. Februar 2009) war ein Szenenbildner und Artdirector.

## Leben
Campbell begann seine Karriere im Filmstab 1969 beim Fernsehen, wo er als Artdirector an fünf Folgen der Serie Then Came Bronson mit  Michael Parks in der Titelrolle arbeitete. Sein erster Spielfilm war Roman Polanskis Thriller Chinatown. 1975 war er hierfür zusammen mit Richard Sylbert und Ruby R. Levitt für den Oscar in der Kategorie Bestes Szenenbild nominiert, die Auszeichnung ging in diesem Jahr jedoch an den Mafiafilm Der Pate – Teil II. Für die Arbeit an seinem zweiten Spielfilm, der Komödie Shampoo von Hal Ashby war Campbell im darauf folgenden Jahr erneut für den Oscar nominiert. Gemeinsam mit Richard Sylbert und George Gaines ging er auch diesmal leer aus, es gewann Stanley Kubricks Literaturverfilmung Barry Lyndon.
Es folgten zahlreiche weitere Spielfilme als Artdirector und Szenenbildner, darunter Der Mann, den sie Pferd nannten – 2. Teil und Der weiße Hai 2. 1984 erfolgte seine dritte und letzte Nominierung für den Oscar für das beste Szenenbild. Für Philip Kaufmans Literaturverfilmung Der Stoff, aus dem die Helden sind teilte er sich die Nominierung mit Richard Lawrence, Peter R. Romero, Jim Poynter und George R. Nelson, prämiert wurde jedoch Ingmar Bergmans Drama Fanny und Alexander.
Campbell war 1998 auch einmal als Kostümbildner und gelegentlich als Berater für visuelle Effekte tätig. Gegen Ende seiner Karriere arbeitete er wieder vermehrt für das Fernsehen, wo er zuletzt an den Erotikserien Kama Sutra, Bedtime Stories und Lady Chatterley’s Stories wirkte.

## Filmografie (Auswahl)
- 1974: Chinatown
- 1975: Shampoo
- 1976: Der Mann, den sie Pferd nannten – 2. Teil (The Return of a Man Called Horse)
- 1978: Der weiße Hai 2 (Jaws 2)
- 1981: Fesseln der Macht (True Confessions)
- 1983: Der Stoff, aus dem die Helden sind (The Right Stuff)
- 1983: Ihre letzte Chance (Independence Day)
- 1984: Birdy
- 1984: Das Philadelphia Experiment (The Philadelphia Experiment)

## Nominierungen (Auswahl)
- 1975: Oscar-Nominierung in der Kategorie Bestes Szenenbild für Chinatown
- 1976: Oscar-Nominierung in der Kategorie Bestes Szenenbild für Shampoo
- 1984: Oscar-Nominierung in der Kategorie Bestes Szenenbild für Der Stoff, aus dem die Helden sind